# محمدعلی هنجنی
محمدعلی هنجنی  وزیر دارایی در دولت علی امینی بود وی قبل از آن در زمان وزارت سرلشکر ضرغام در سمت معاونت دارایی خدمت کرده بود.